# Baljash
Baljash (kazajo: Балқаш, Balqaş; ruso: Балхаш, Balkhash) es una ciudad de 81 000 habitantes situada junto al lago Baljash, Kazajistán. Está dentro de la provincia de Karagandá.
Baljash fue fundada en 1937 como ciudad industrial centrada en la minería y la fundición de cobre. Actualmente el cobre es todavía explotado allí. La ciudad se sitúa aproximadamente 500 km al oeste de la frontera con China, en la costa norte del lago, a una altitud de 440 m.
La historia de la ciudad está estrechamente relacionada con la extracción de depósitos de cobre y el desarrollo de la fundición del mismo.

## Historia
En 1928, el capitalista inglés Leslie Urquhart escribió al gobierno soviético: "... me dejarán buscar en la estepa kirguiza alrededor de Baljash y más allá? No desarrollaréis estos lugares antes de 50 o 100 años, pero buscaré algo, y quizás lo encuentre". Diez años más tarde en las colinas Kounrad, cercanas al lago Baljash, los bolcheviques comenzaron a explotar la mena de cobre.